# Лири (Џорџија)
Лири (Џорџија) (енгл. Leary) град је у америчкој савезној држави Џорџија. По попису становништва из 2010. у њему је живело 618 становника.

## Демографија
Према попису становништва из 2010. у граду је живело 618 становника, што је 48 (7,2%) становника мање него 2000. године.
| Група             | 2000.       | 2010.       |
| Белци             | 142 (21,3%) | 139 (22,5%) |
| Афроамериканци    | 504 (75,7%) | 470 (76,1%) |
| Азијати           | 0 (0,0%)    | 7 (1,1%)    |
| Хиспаноамериканци | 19 (2,9%)   | 4 (0,6%)    |
| Укупно            | 666         | 618         |